# 灰塚ダム
灰塚ダム（はいづかダム）は、広島県三次市、一級河川・江の川水系上下川に建設されたダムである。
国土交通省中国地方整備局が管理する高さ50.0mの重力式コンクリートダムで、上下川及び合流先の馬洗川（ばせんがわ）・江の川の治水と三次市への上水道供給を目的とした特定多目的ダムである。ダムによって形成された人造湖はハイヅカ湖と命名された。

## 地理
上下川は江の川の主要な支流である馬洗川に合流する河川である。石見銀山街道の宿場町で、古い町並みで有名な上下付近を水源として北西に流路をとり、ハイヅカ湖で田総川を併せてダム地点を通過し、馬洗川に合流する。馬洗川はその後三次市中心部において庄原市より流れ来る西城川を合わせると直ぐに江の川に合流する。ダムは上下川と馬洗川の合流点からすぐ上流に建設された。
建設当初の所在地は双三郡（ふたみぐん）三良坂町であったが、平成の大合併によって三次市三良坂町となった。またハイヅカ湖は三次市吉舎町と庄原市総領町にまたがるが、これらの地域も平成の大合併以前はそれぞれ双三郡吉舎町と甲奴郡（こうぬぐん）総領町であった。ダム名の由来は水没地域の中心地であった「灰塚」地区に因んでいる。

## 沿革
「中国太郎」と呼ばれ、中国地方最大の河川である江の川は流域の大部分が山地であり、平地は三次盆地や河口部の江津市などわずかであった。そのわずかな平地に耕地が開発され、人口が集中していった。特に三次盆地は備後北部の交通の要衝であり、江戸時代には広島藩の支藩である三次藩も置かれた。五万石の城下町として発展をしていた三次市であるが、大雨の際には度々洪水による被害を受けていた。これは三次盆地の地形的要因によるものが大きい。
三次盆地は江の川とその支流が一同に合わさる土地である。西南方向から江の川が流れ、ヘアピン状に大きく蛇行して西方向へ流路を変える。このヘアピン状の蛇行部に向かって北から神野瀬川、東から馬洗川が合流する。さらに馬洗川には江の川の合流直前に西城川が合わさる。このようにして三次盆地に中国山地南部・東部・北部の三方向から一斉に河川が合流する上に合流後は急激に川幅が狭くなることから、大雨が一旦降れば一挙に濁流が三次盆地に押し寄せ、盆地はさながら湖のような惨状となる。こうした江の川の治水を図るため、1953年（昭和28年）から建設省中国地方建設局（現・国土交通省中国地方整備局）は堤防建設を主体とした河川改修を直轄で実施した。だが1965年（昭和40年）6月~7月に掛けて江の川は二度にわたる大洪水をひき起こし、三次市を始め流域に大きな被害を与えた。

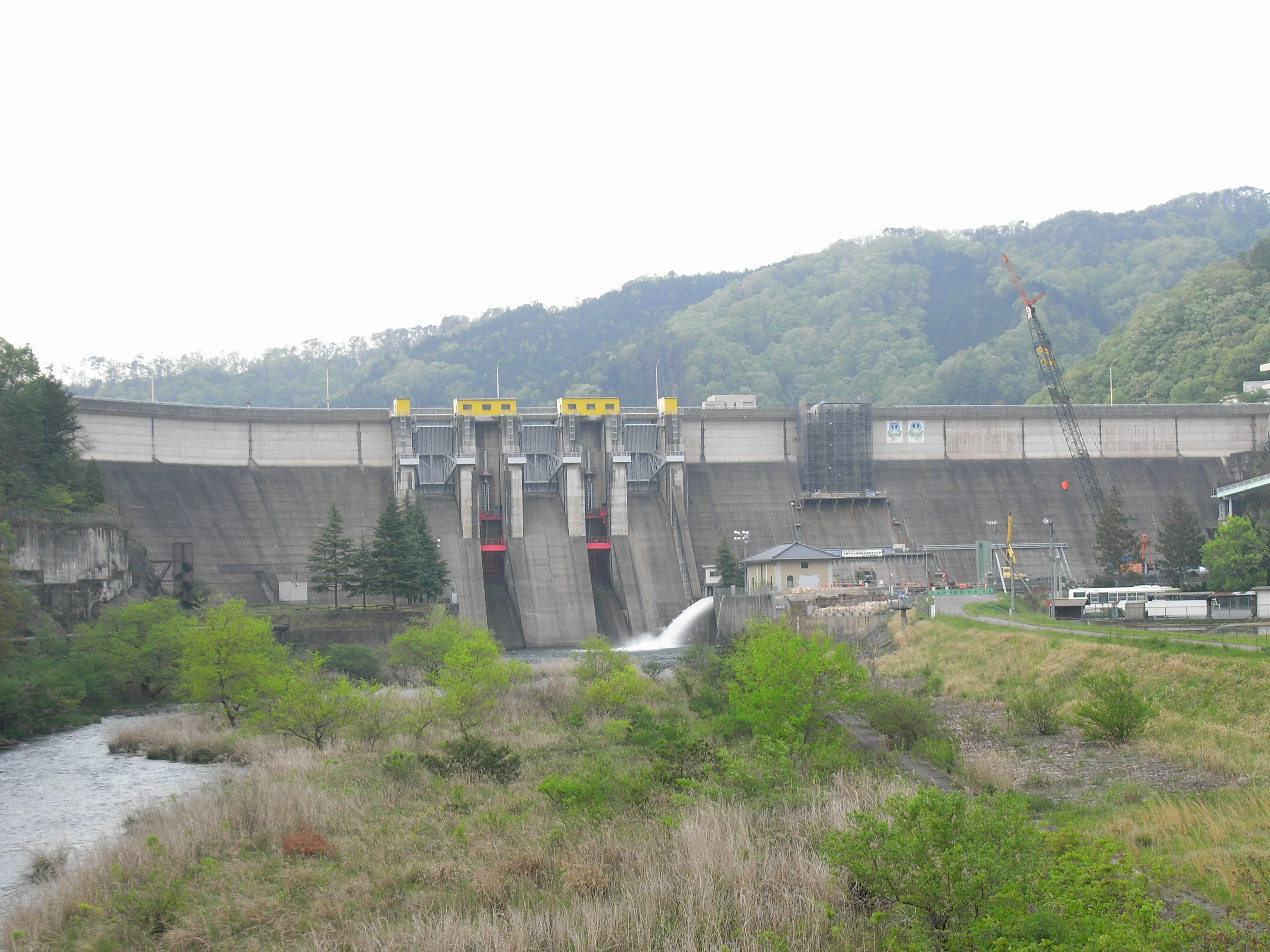
江の川の本流に1974年完成した
土師ダム（安芸高田市）

この洪水を機に、江の川の治水を万全なものとするために建設省は江の川本流、高田郡八千代町（現・安芸高田市）に土師ダムの建設を1966年（昭和41年）より開始した。三次市までの洪水調節を図り、堤防整備などと併せて江の川下流の洪水流量を軽減しようとした。ところが1972年（昭和47年）7月、中国地方全域の河川を暴れさせた「昭和47年7月豪雨」は江の川流域、特に三次市に過去最悪の被害を与えた。馬洗川の堤防が決壊して中国山地北東部に降った雨が一挙に三次市内に流れ込み14,000戸が床上・床下浸水の被害を受け、22人の尊い人命が失われた。このため江の川本流のみならず、上流部最大の支流である馬洗川流域における根本的な治水対策が求められた。
一方、三次市や庄原市は古くから人口の密集する地域であったが、上水道は地下水や江の川からの直接取水によって賄われていた。だが次第に人口増加によって需給のバランスが崩れ、渇水になると容易に水不足に陥った。土師ダムは広島市への上水道供給を目的としており、江の川から新たに水を取水するのは慣行水利権の関係上不可能であった。その慣行水利権者である流域の農家も、渇水期には必要な取水量が確保できず農業も深刻な被害を受けていた。こうした観点から水資源供給の整備も不可欠となった。
以上の理由から土師ダムに続く江の川水系の河川総合開発事業が計画され、1973年（昭和48年）に策定された「江の川水系工事実施基本計画」において馬洗川流域の多目的ダム計画が正式な事業として採択された。これが灰塚ダムであり、「江の川総合開発事業」として1974年（昭和49年）より事業が着手された。

## 補償
灰塚ダムは1965年よりダム建設に必要な情報を収集するための予備調査が開始されたが、ダム計画が知られてすぐに地元三良坂町・吉舎町・総領町の住民が猛烈な反対運動を繰り広げた。蜂の巣城紛争や八ッ場ダム（吾妻川・群馬県）、大滝ダム（紀の川・奈良県）に匹敵する激しい反対運動により、ダムは予備調査から完成まで41年の長い年月を費やした。日本の長期化ダム事業の一つである。

### 猛烈な反対運動
1965年4月に建設省は予備調査を開始したが、ダム建設によって332戸の住居と177haの農地が水没することから水没予定地の灰塚地区を中心にたちまち反対運動が持ち上がり、同年9月5日に「灰塚ダム反対期成同盟会」が結成された。「同盟会」はその後吉舎町や総領町の住民が加わり拡大、翌1966年9月2日には「灰塚ダム建設反対同盟会」と改組された。こうした地元住民と軌を一にして三良坂町などの町議会もダム建設反対決議を採択し、建設省との全面対決姿勢を露にした。
この間建設省はダム地点の調査はおろか、地元に全く足を踏み入れられない状況となった。1972年7月豪雨による三次市の大水害、それに続く江の川水系工事実施基本計画策定によって灰塚ダムは正式な事業となったが地元町議会と水没予定地の住民はダム建設反対の意思を変えず、1974年の実施計画調査（ダムの型式や規模を決めるための諸調査）にも反対決議を採択して建設省との交渉を拒絶した。この後建設省は地元に入ることが許されないまま、1981年（昭和56年）までの7年間完全なこう着状態が続いた。なお、同時期に着手された江の川本流の土師ダムは実施計画調査から補償交渉、本体工事、そして完成といった全ての段階を灰塚ダムの予備調査期間内に済ませている。

### 運動の転機～代替地～
こう着状態が約7年続き、地元広島県も事業の停滞を懸念して仲介に乗り出した。1982年（昭和57年）には当時の広島県知事がダム予定地に赴いて現地視察を行い、広島県庁にダム対策班を設置して交渉の落とし所を探る一方、建設省と三良坂町など地元との間の仲裁を図った。これ以降三良坂町なども態度を軟化させ、ダム対策特別委員会を設置して水没住民の意向調査を行うなどした。その中で1983年（昭和58年）に三良坂町が水没住民に対し、ダム湖畔に代替住宅地を提供する案を呈示したことにより、膠着していた事業が動き出した。
代替住宅地による補償とは、集落をダム近くの土地に丸ごと移転させ、コミュニティの維持を図る補償方式である。当然土地・住宅は補償の一環として提供される。特に大規模なダム事業で実施されることが多く、井川ダム（大井川・静岡県）・宮ヶ瀬ダム（中津川・神奈川県）・徳山ダム（揖斐川・岐阜県）などで実施されている。広島県内では温井ダム（滝山川）で施工が開始されていた。灰塚ダムでも複数の候補地を選定してここに住民を集団移転させることで、故郷を遠く離れず生活再建を行うことが出来る対策を呈示したことで住民も対応を軟化。1984年（昭和59年）実に10年目にして実施計画調査が着手され、翌1985年（昭和60年）には「同盟会」は「灰塚ダム建設対策同盟会」と改組され、将来の生活再建に向けた真剣な話し合いが建設省と行われた。

### 生活再建へ
1988年（昭和63年）に「生活再建地事業の基本方針」が住民に提案され、翌1989年（平成元年）に事業は発足した。これは三良坂町に灰塚生活再建地（のぞみが丘）、吉舎町に安田生活再建地（ひまわり）、総領町に稲草生活再建地（田総の里）を建設して水没住民を集団移転させるという大造成計画である。1991年（平成3年）には水源地域対策特別措置法（水特法）の対象となり、灰塚ダムは水没戸数や面積が特に大きいことから補償金額のかさ上げや生活再建への優遇措置が図られる「法九条等指定ダム」に指定された。こうしたソフト＆ハードの整備により、1992年（平成4年）11月24日に「同盟会」との補償交渉が妥結した。
1993年（平成5年）にのぞみが丘の開村式が行われ、翌1994年（平成6年）までにひまわり・田総の里も完成。湖畔に三箇所の代替住宅地が整備された。水没戸数332戸の内、のぞみが丘に142戸、ひまわりに13戸、田総の里に39戸、その他13戸と合計207戸がダム周辺に定住し新生活の第一歩を踏み出した。最大の代替地であるのぞみが丘には小学校や寺社も移転したが、地元で「えみきのじいさん」と呼ばれる樹齢500年にもなるムクノキも一緒に移植された。
最後まで交渉が難航した江の川漁業協同組合と田総川漁業協同組合による漁業権補償は1999年（平成11年）妥結し2001年（平成13年）より本体工事が開始され、試験湛水を経て2006年（平成18年）11月18日に全事業が竣工。計画発表から41年に及ぶダム事業の長い歴史は完結した。竣工式には地権者240名も参加している。

## 目的

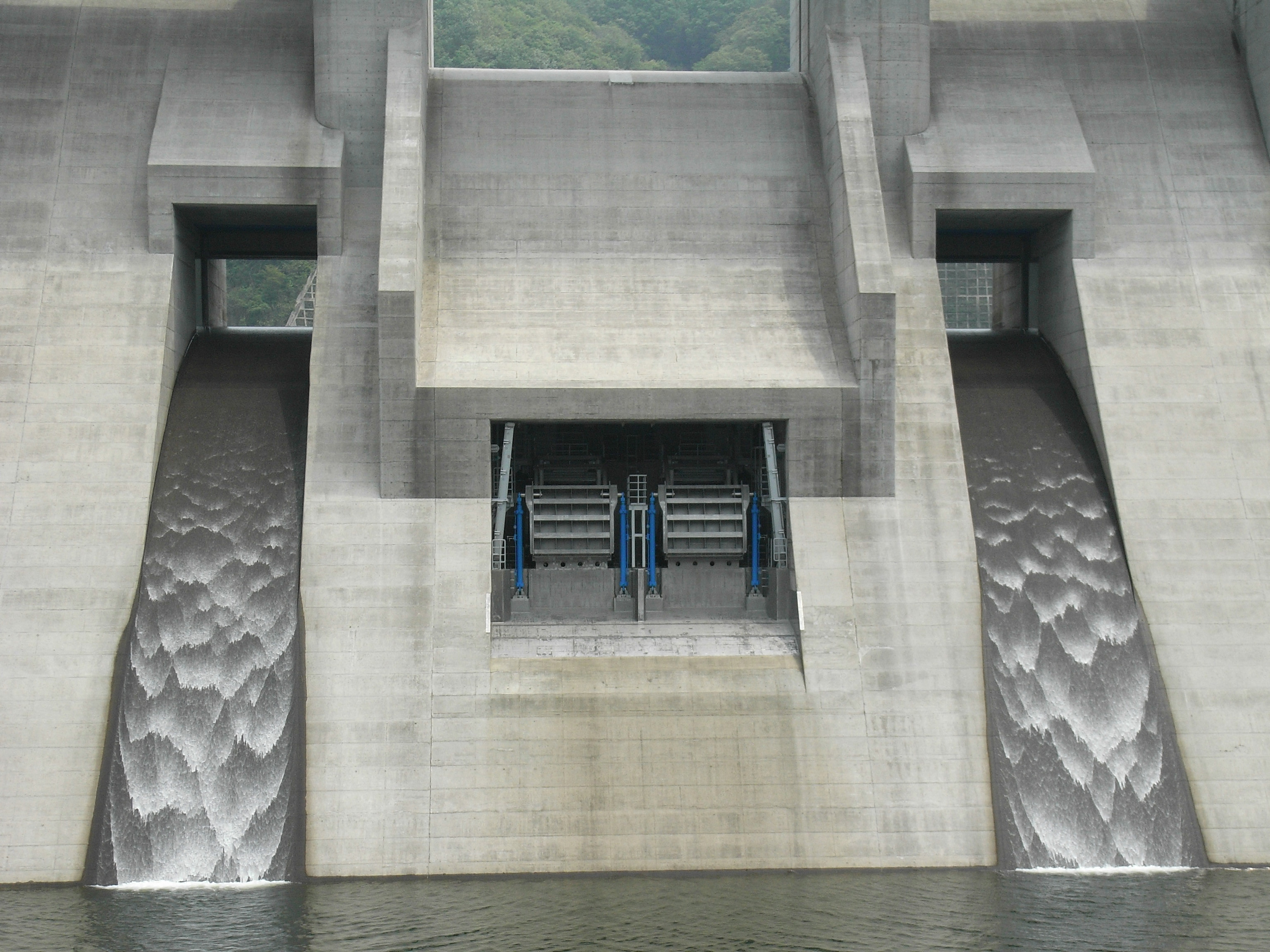
灰塚ダムの常用洪水吐き（両脇）と
環境用水放流設備（中央）。
定期的に放流して河川環境を維持させる。

ダムの目的は洪水調節、不特定利水、上水道供給の三つである。
洪水調節については土師ダムと共に「江の川上流ダム群」として上下川の計画高水流量（計画限界の洪水流量）を百年に一度の基準で計画し、毎秒1,150トンの流量をダムによって毎秒400トンに軽減（毎秒750トンのカット）させる。そして土師ダムや堤防整備と併せることで江の川本流の洪水量を島根県江津市において毎秒10,700トン（毎秒3,500トンのカット）に減らす。
不特定利水については、上下川・馬洗川・江の川流域の農地へ供給する慣行水利権分の農業用水を安定して供給するほか、3河川の河川環境を保全させるための流量維持を図る。1997年（平成9年）に河川法が改正され「河川環境の維持」が治水・利水に並ぶ重要な法目的に掲げられた。これ以降全国のダムに環境維持のための放流設備が設置されたが、灰塚ダムの場合は河川環境維持専用のゲートがダム中央部に設置された（写真）。定期的にフラッシュ放流を実施し人工的に洪水を起こし、河川に固着する藻などを洗い流し渕や瀬を維持させることで河川環境を自然の状態に維持させることを目的としており、主要放流設備として設置されるのは全国でも珍しい。
上水道供給は三次市と庄原市を対象地域とし、それぞれ日量10,000トンと日量5,000トンを供給する。これらの目的により三次市を洪水から守り、渇水に耐えられる上水道を供給する。そして以前は流量が不安定だった上下川や馬洗川の水量を維持し、河川生態系と河川環境を保全する重要な役割を担っている。

## ハイヅカ湖

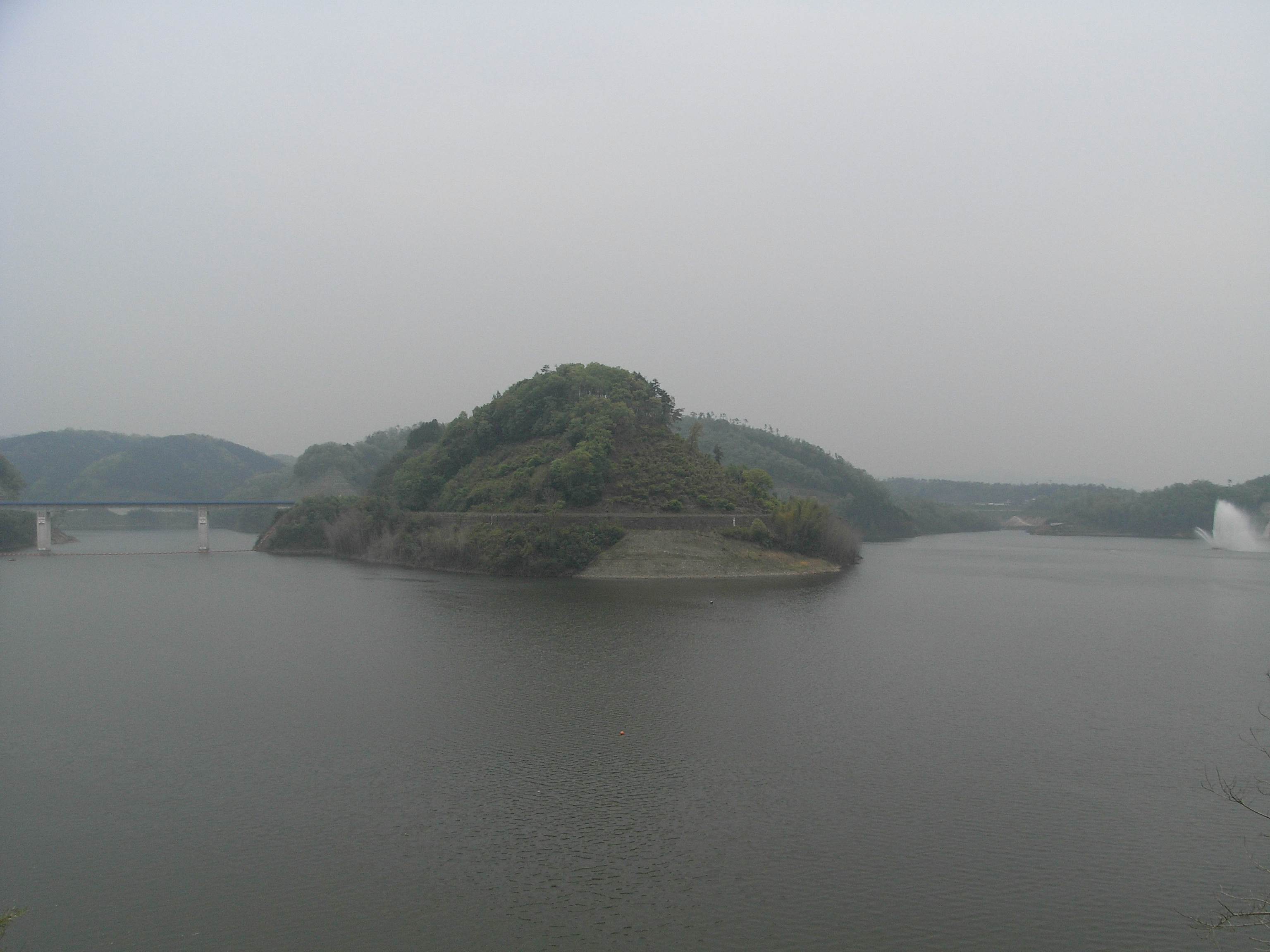
ハイヅカ湖

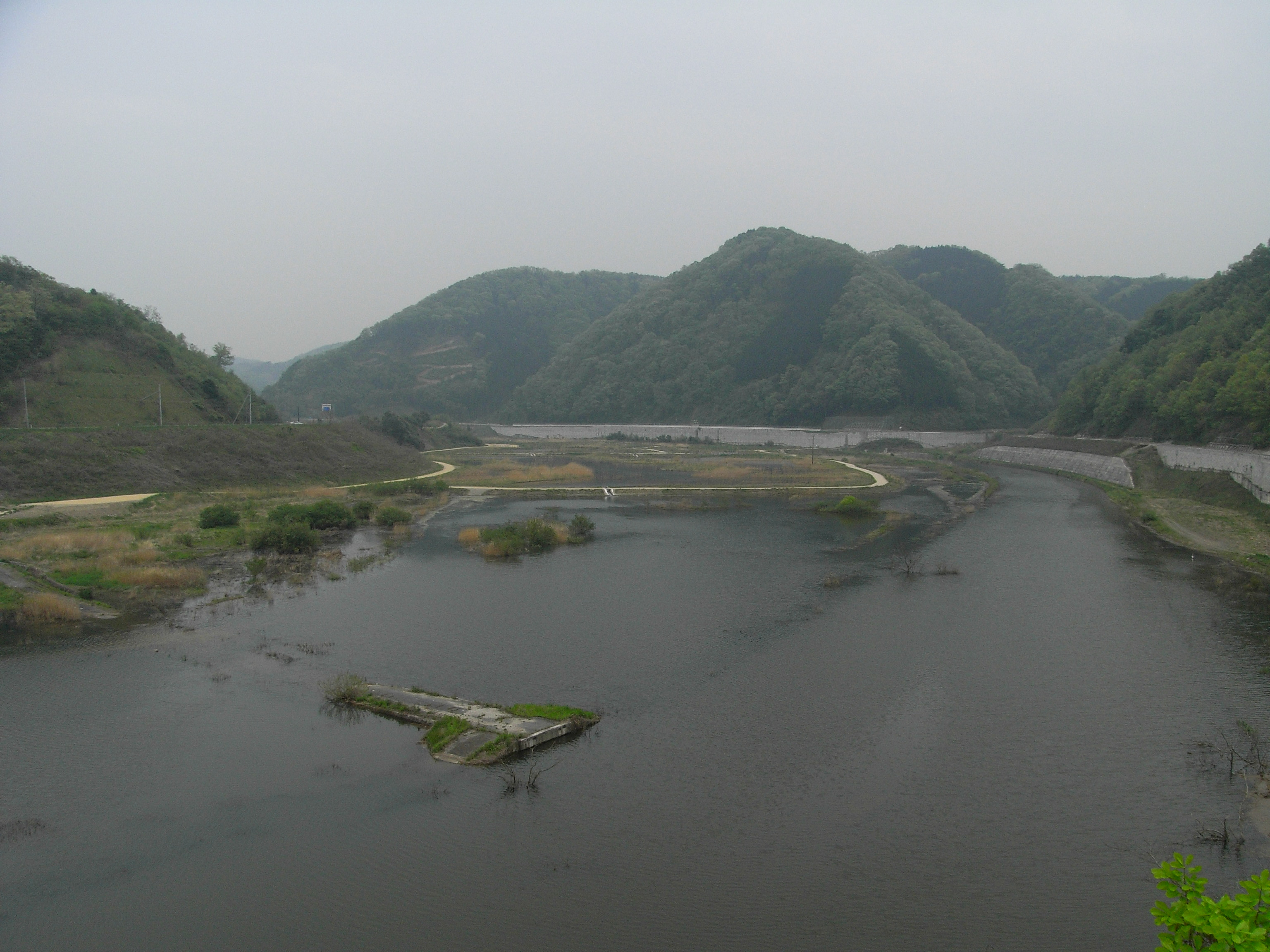
知和ウェットランド全景

ダム湖であるハイヅカ湖は一般公募によって決められた名称である。ダム湖がカタカナ表記であるのは、アイヌ語が湖名に付けられる北海道を除けば全国でハイヅカ湖ほか数箇所だけであり、極めて珍しい。試験的に貯水を行う試験湛水中、満水となってダムの非常用洪水吐きから一斉に放流された際には、わずか一週間という短い間に県内外から二万人もの観光客が訪れている。
ハイヅカ湖には二箇所の小堰堤が設けられている。一つは上下川に建設された知和堰堤、もう一つは田総川に建設された川井堰堤である。川井堰堤は台形CSGダムで建設されている。これら二つの小堰堤の目的はダムの宿命でもある堆砂の防除に加え、ダム湖上流部の水量を貯水で維持させることで湖岸の乾燥化を防止するという目的を持っている。特に知和堰堤上流には「知和地区環境総合整備計画」に基づき知和ウェットランドが建設された。
これは知和堰堤によって形成された水域を利用して湿地や水辺を人工的に整備し、両生類・昆虫・水生植物の生育を促すという目的で建設された。ダム周辺の環境整備の一環であり、併せて鳥類の飛来を促して新たなる自然環境を創造することを最終目標とした。その効果は既に建設中よりあらわれ国の特別天然記念物で絶滅危惧種であるコウノトリが飛来した。二年連続で飛来したが何れも別の個体であったことが判明している。一方、2020年代に入り国の天然記念物オオワシ（愛称・きいくん）が飛来するようになり写真記録集の冊子も作成されている。知和ウェットランドには、知和池、観察小屋、植樹広場、沿岸帯、沼沢地、知和管理棟が整備されている。
このほか湖畔には水際まで下りて遊べる才の峠広場や日本モーターサイクルスポーツ協会の認定コースにもなっている灰塚ダムトライアルパーク、きさ安田パークゴルフ場、田総の里スポーツ広場といったレクリェーション施設、3,000本のモミジが植えられたモミジ山や大谷植物園もある。ダム本体も開放されており、直下流の灰塚ダム記念公園からエレベーターでダム頂上まで行くことが出来る。なお、エレベーターに通じるトンネルは、治安対策の観点から常時広島FMが放送されている。